# Dominique Séraphin
Pour les articles homonymes, voir Séraphin.

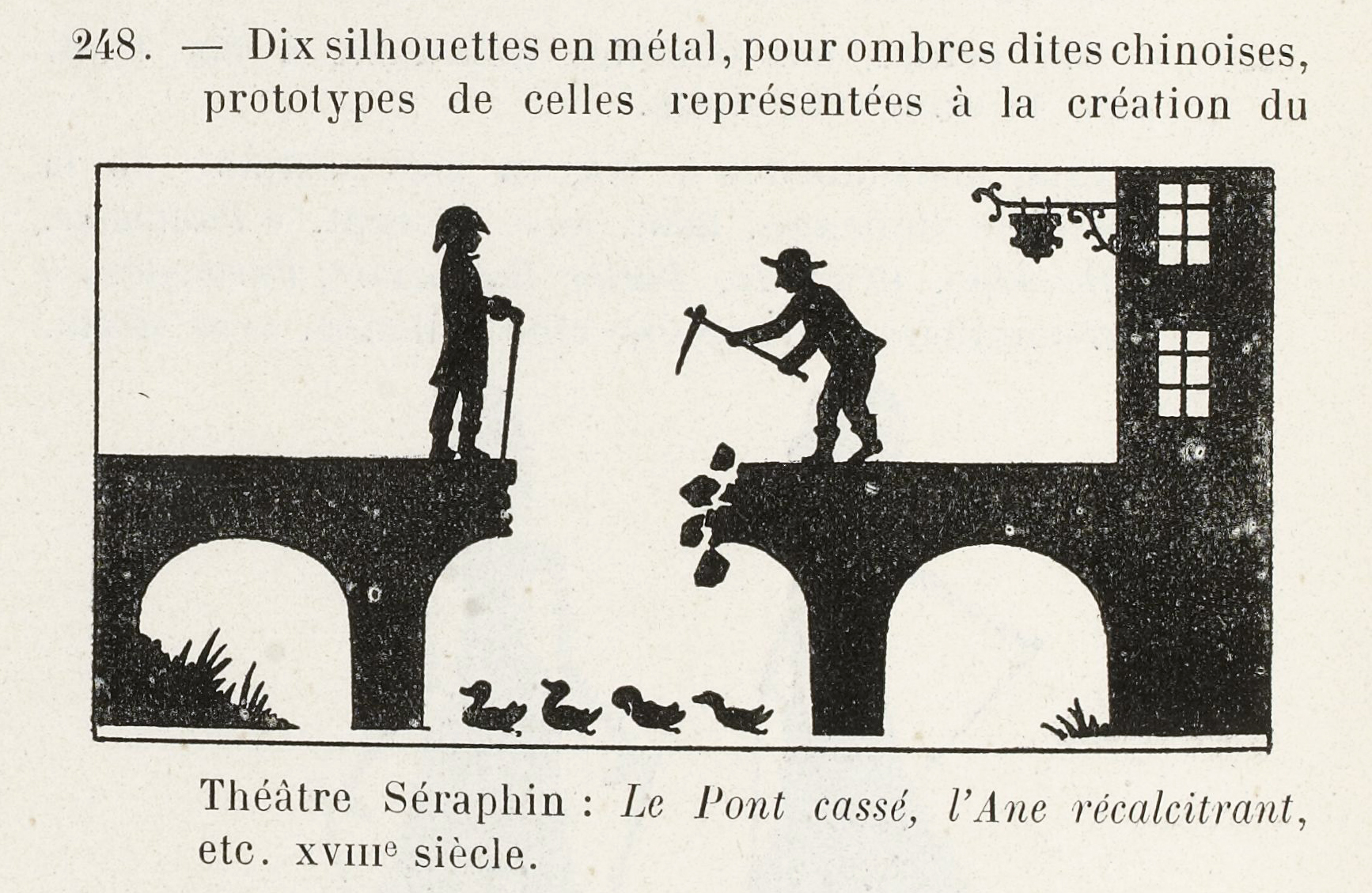
Silhouettes du théâtre Séraphin.

Dominique Séraphin de son vrai nom  Dominique–Séraphin François  (15 février 1747 à Longwy - 5 décembre 1800 à Paris) est le véritable fondateur en France des ombres chinoises. 

## Biographie
Après avoir passé sa jeunesse à Longwy ou Metz, il suit une troupe de comédiens  et voyage en Allemagne et Italie où il apprend l’art des marionnettes. 
En 1776 il s’installe à Versailles où il crée un Théâtre d'ombres. Admis plusieurs fois à divertir la famille royale, il obtint pour son théâtre, le 22 avril 1781, le titre de Spectacle des Enfans de France. En 1784, il transporte son établissement au 121 galerie de Valois au  Palais-Royal.
Il épousa en 1795 une femme plus âgée que lui mais  le couple n’eut pas d’enfants. Ce sont ses neveux qui reprirent le théâtre à sa mort et continuèrent de l’exploiter jusqu’en 1870 après l’avoir transféré Boulevard Montmartre vers 1857.
Venez garçons, venez fillettes
Voir Momus   à la silhouette ;
Ou chez Séraphin, venez voir
La belle humeur en habit noir
Tandis que ma salle est bien sombre
Et que mon acteur  n’est que l’ombre,
Puisse, messieurs votre gaîté
Devenir la réalité
On peut consulter les textes de ses principales pièces sur Gallica.
Peu avant de mourir, il créa une dernière pièce : "le chat huant de Montmorillon".